# Парадиз (кинокомпания)
«Паради́з» — российский продюсерский центр, занимающийся производством художественных и анимационных фильмов, в сотрудничестве с продюсерами и сценаристами.
Продюсерский центр «Парадиз» входит в Группу компаний «Парадиз», в которую также входят: дистрибуционная кинокомпания «Парадиз», ООО «Парадиз Видео», журнал «Ролан», сети кинотеатров «Ролан» и «Пять звёзд», выставочная галерея «Парадиз», кинофестивали «Окно в Европу» (Выборг), Московский международный кинофестиваль детей и юношества, два телеканала в Армении и один спутниковый телеканал в США и Южной Америке.
Наиболее известные фильмы, произведённые кинокомпанией: «Сволочи», «Платон», «Монтана», «Руд и Сэм», «Кукарача».

## Кинофильмы
| Фильм                       | Дата выхода в прокат | Сборы в России и СНГ | Дата премьеры на ТВ | Телеканал | Рейтинг/ доля |
| --------------------------- | -------------------- | -------------------- | ------------------- | --------- | ------------- |
| Слушатель                   | 30 декабря 2004      | 2 млн руб.           | 11 сентября 2005    | Россия    | 5.3/ 18.1     |
| Сволочи                     | 2 февраля 2006       | 272 млн руб.         | 9 мая 2007          | РЕН ТВ    | 3.6/ 9.6      |
| Дерзкие дни                 | 5 апреля 2007        | 88 млн руб.          | 31 марта 2012       | Перец     | нет данных    |
| Руд и Сэм                   | 29 ноября 2007       | 26 млн руб.          | 7 января 2009       | Первый    | 7.1/ 19.0     |
| Монтана                     | 7 февраля 2008       | 71 млн руб.          | 17 октября 2009     | РЕН ТВ    | нет данных    |
| Платон                      | 20 ноября 2008       | 141 млн руб.         | 23 ноября 2011      | РЕН ТВ    | нет данных    |
| Взрослая дочь, или тест на… | 15 июля 2010         | 21 млн руб.          | 21 мая 2011         | Первый    | 3.6/ 15.7     |
| Компенсация                 | 19 августа 2010      | 13 млн руб.          | 13 августа 2011     | Первый    | 4.3/ 17.2     |
| Неадекватные люди           | 13 января 2011       | 18 млн руб.          | 14 октября 2011     | Первый    | нет данных    |
| Поцелуй сквозь стену        | 27 января 2011       | 59 млн руб.          | 8 сентября 2011     | ТНТ       | 2.9/ 9.9      |
| Мой парень — ангел          | 2 января 2012        | 75 млн руб.          | 6 января 2013       | Первый    | 5.1/ 12.4     |
| Дед_005                     | 15 августа 2013      | 3 млн руб.           | 7 декабря 2017      | 3+        | нет данных    |
| Вся наша надежда            | 22 февраля 2018      | 0,029 млн руб.       | —                   | —         | —             |

## Сериалы
| Название сериала  | Дата выпуска       | Канал        | Жанр    |
| ----------------- | ------------------ | ------------ | ------- |
| Нечаянная радость | 13—14 августа 2005 | Первый канал | комедия |
| Дед_005           | 15—17 августа 2014 | Наше HD      | комедия |

## Мультфильмы
| Фильм                              | Дата выхода в прокат | Сборы в России и СНГ | Дата премьеры на ТВ | Телеканал | Рейтинг/ доля |
| ---------------------------------- | -------------------- | -------------------- | ------------------- | --------- | ------------- |
| Приключения Алёнушки и Ерёмы       | 23 октября 2008      | 99 млн руб.          | 7 января 2010       | Первый    | нет данных    |
| Новые приключения Алёнушки и Ерёмы | 24 декабря 2009      | 48 млн руб.          | 1 сентября 2010     | РЕН ТВ    | 0.4/ 1.5      |
| Кукарача 3D                        | 24 марта 2011        | 58 млн руб.          | 30 апреля 2016      | ПлюсПлюс  | нет данных    |
| От винта 3D                        | 9 августа 2012       | 10 млн руб.          | 18 мая 2014         | СТБ       | нет данных    |
| Богатырша                          | 1 января 2016        | 53 млн руб.          | 9 мая 2017          | РЕН ТВ    | нет данных    |
| От винта 2                         | 15 апреля 2021       | 13 млн руб.          | 4 ноября 2021       | Мульт     |               |